# George Elwes Corrie
 (décembre 2023).
George Elwes Corrie (28 avril 1793-20 septembre 1885) est un homme d'Église et universitaire anglais, maître du Jesus College de Cambridge à partir de 1849.

## Biographie
Il est né à Colsterworth, Lincolnshire, le 28 avril 1793, où son père John Corrie, devenu vicaire de Morcott, est alors en poste. Il est le plus jeune de trois fils, l'aîné étant Daniel Corrie et le deuxième Richard Corrie, devenu recteur de Kettering. Ils sont tous éduqués par leur père. En octobre 1813, Corrie entre au Catharine Hall, Cambridge. Il obtient son baccalauréat en 1817 et prend les commandes. En 1817, il devient tuteur adjoint de son collège et, à la démission de Thomas Turton, lui succède à la tutelle qu'il occupe jusqu'en 1849.
En 1838, Corrie est nommé professeur norrisien de théologie. En 1854, il doit démissionner de son poste de professeur à l'âge de 60 ans. Il est un chef du parti conservateur à Cambridge. En 1845, Turton, en devenant évêque d'Ely, fait de Corrie son aumônier examinateur (poste qu'il occupe jusqu'en 1864) et en 1849 le présente à la maîtrise du Jesus College. Il est vice-chancelier de l'université en 1850. En 1851, Turton le présente au presbytère de Newton-in-the-Isle, où il réside lorsqu'il ne travaille pas à l'université. Il est curé actif et pendant de nombreuses années et doyen rural. En tant que maître de Jésus, Corrie améliore la réputation du collège et joue un rôle majeur dans la gestion de ses domaines.
Corrie est l'un des fondateurs et président pendant plusieurs années de la Cambridge Antiquarian Society. Il meurt le 20 septembre 1885.

## Travaux
Corrie écrit des Avis historiques sur l'interférence de la Couronne avec les universités anglaises, Une histoire concise de l'Église et de l'État d'Angleterre en conflit avec la papauté (1874) ; et une série de cinq lettres dans le British Magazine critiquant l'Histoire de l'Irlande de Thomas Moore, traitant principalement des doctrines de l'Église irlandaise sur le pélagianisme.
Corrie édite les Homélies, le travail de Charles Wheatly sur le Book of Common Prayer et louvrage Historical Vindication of the Church of England de Roger Twysden pour la Cambridge University Press ; et Catéchisme d'Alexander Nowell et Sermons et restes pour la Parker Society de Hugh Latimer. Il publie un abrégé de l'Histoire de la Réforme de Gilbert Burnet et, avec Hugh James Rose, écrit « Outlines of Theology » pour lEncyclopædia Metropolitana. Avec son frère Richard, il édite la Vie et les lettres de Daniel Corrie.